# ريد فلير
ريد فلير (بالإنجليزية: Reid Flair) (26 فبراير 1988 - 29 مارس 2013) مصارع أمريكي محترف راحل وهو ابن المصارع المعتزل ريك فلير كان أول ظهور له عام 1998 وقد توفي في 2013 بسبب جرعة زائدة من الهيروين عن عمر يناهز 25 سنة.

## روابط خارجية
- ريد فلير على موقع IMDb (الإنجليزية)
- ريد فلير على موقع قاعدة بيانات الفيلم (الإنجليزية)
- ريد فلير على موقع WrestlingData.com (الإنجليزية)
- ريد فلير على موقع CageMatch worker (الإنجليزية)
- ريد فلير على موقع قاعدة بيانات المصارعة على الإنترنت (الإنجليزية)
- ريد فلير على موقع عالم المصارعة على الإنترنت (الإنجليزية)